# Тимановская, Кристина Сергеевна
Кристи́на Серге́евна Тимано́вская (бел. Крысціна Сяргееўна Ціманоўская; род. 19 ноября 1996, Климовичи, Могилёвская область) — белорусская и польская легкоатлетка, специалистка по бегу на короткие дистанции. Мастер спорта Республики Беларусь международного класса (2020).
Выступала за сборную Республики Беларусь по лёгкой атлетике с 2015 по 2021 год, серебряный призер чемпионата Европы U23 в Быдгоще (2017), чемпионка Универсиады в Неаполе (2019), двукратный серебряный призер II Европейских игр в Минске (2019), финалистка чемпионата Европы в Глазго (2019), чемпионка РБ на 100 и 200 метров.

## Биография
Кристина Тимановская родилась 19 ноября 1996 года в городе Климовичи Могилёвской области Республики Беларусь.
Занималась лёгкой атлетикой в Могилёве в Специализированной детско-юношеской школе олимпийского резерва «Динамо», проходила подготовку под руководством тренеров Виктора Мясникова, А. В. Афанасенко, С. Н. Яновского, Леонида Сафронникова, Ф. Унфрида, Зданевича А.А.
Впервые заявила о себе в сезоне 2014 года, когда на чемпионате Белоруссии в Гродно выиграла серебряные медали в беге на 100 и 200 метров — в обоих случаях уступила Екатерине Гончар.
В 2015 году вошла в состав белорусской национальной сборной, в тех же дисциплинах стартовала на юниорском европейском первенстве в Эскильстуне и в Суперлиге командного чемпионата Европы в Чебоксарах.
В 2017 году в дисциплине 60 метров дошла до стадии полуфиналов на чемпионате Европы в помещении в Белграде, тогда как на молодёжном европейском первенстве в Быдгоще получила серебро на дистанции 100 метров и стала четвёртой на дистанции 200 метров. Принимала участие в Суперлиге командного чемпионата Европы в Лилле.
В 2018 году стартовала в беге на 60 метров на чемпионате мира в помещении в Бирмингеме, бежала 100 и 200 метров на чемпионате Европы в Берлине. При этом на соревнованиях в Минске установила свой личный рекорд на 100-метровой дистанции — 11,04 (с этим результатом по итогам сезона заняла 24-е место в мире).
В 2019 году в дисциплине 60 метров финишировала седьмой на чемпионате Европы в помещении в Глазго. Будучи студенткой, представляла Белоруссию на Универсиаде в Неаполе — на дистанции 100 метров стала шестой, тогда как на 200 метрах превзошла всех своих соперниц и завоевала золотую медаль. Помимо этого, стала серебряной призёркой в 100-метровой дисциплине и в общекомандном легкоатлетическом зачёте на домашних Европейских играх в Минске, бежала 200 метров на чемпионате мира в Дохе.
На чемпионате Белоруссии 2020 года в Минске была лучшей в беге на 100 и 200 метров. В дисциплине 200 метров выполнила квалификационный норматив для участия в Олимпийских играх в Токио, однако из-за сложной ситуации с пандемией коронавирусной инфекции в мире Игры были перенесены на 2021 год.
За выдающиеся спортивные достижения удостоена почётного звания «Мастер спорта Республики Беларусь международного класса».
В 2021 году Кристина бежала 60 метров на чемпионате Европы в помещении в Торуне.
В 2022 году получила польское гражданство.
На чемпионате мира 2023 года в Будапеште выступала в составе сборной Польши. На дистанции 100 метров пробежала за 11,32 в предварительном забеге и не пробилась в полуфинал. На дистанции 200 метров с результатом 22,88 вышла в полуфинал, но там пробежала только за 23,34 и заняла 23-е место. В эстафете 4×100 метров бежала за команду Польши и в предварительном забеге, и в финале. Польки заняли пятое место с результатом 42.66.

## Личная жизнь
Муж — Арсений Зданевич, легкоатлет-барьерист, победитель и призёр чемпионатов и кубков Республики Беларусь, полуфиналист молодёжного европейского первенства, тренер, мастер спорта по лёгкой атлетике. В сентябре 2023 года Тимановская объявила о решении развестись со Зданевичем, развод был оформлен в марте 2024 года.

## Общественная позиция
После разгона протестов, вызванных массовыми фальсификациями на президентских выборах в Белоруссии, 17 августа 2020 года Тимановская вместе с другими спортсменами Национальной сборной Беларуси по лёгкой атлетике и членами Национального центра лёгкой атлетики осудила насилие и назвала действия правоохранительных органов незаконными и неприемлемыми, выразив свою позицию в инстаграме.
Позже, 16 августа 2021 года, легкоатлетка подписала письмо спортивной общественности против насилия и за новые выборы в Белоруссии.

## Инцидент на Олимпиаде в Токио
В 2021 году Тимановская прибыла на летнюю Олимпиаду в Токио для участия в состязаниях на дистанциях 100 и 200 метров. После того, как две белорусские спортсменки не были допущены к участию в эстафете 4×400 метров из-за недостаточного количества допинг-проб, НОК включил в список участниц этой эстафеты Тимановскую, которая никогда не участвовала в соревнованиях на 400 м на профессиональном уровне. 30 июля Тимановская в своём Instagram'е написала, что она не участвовала в принятии этого решения и узнала о нём постфактум, а также подвергла критике спортивное руководство, которое пытается за счёт спортсменов «исправить свою некачественную работу». После звонков с угрозами Кристина удалила видео с критикой руководства за решение заявить её на эстафету.
1 августа белорусская делегация отстранила Тимановскую от дальнейшего участия в Олимпийских играх «в связи с эмоционально-психологическим состоянием» и попыталась посадить спортсменку на самолёт, чтобы вывезти в Минск. Главный тренер Моисевич сказал Кристине, что вопрос о её отстранении решён «уже не на уровне федерации, не на уровне министерства спорта, а уровнем выше». В аэропорту девушка обратилась за помощью к японской полиции и МОК. Позже в аэропорт приехала представительница Всеяпонской ассоциации адвокатов по делам беженцев, и Кристину перевезли из токийского аэропорта в безопасное место. Она отказалась покидать Японию, обратилась в японскую полицию с просьбой о защите и заявила о намерении просить политическое убежище в Германии или Австрии.
1 августа Telegram-канал «Ник и Майк» опубликовал запись разговора Кристины Тимановской с двумя членами белорусской делегации — заместителем директора республиканского центра олимпийской подготовки по лёгкой атлетике Артуром Шумаком и главным тренером Юрием Моисевичем. По мнению некоторых СМИ, эти люди «оказывали на неё давление», «довели до слёз», «требовали замолчать и вернуть суточные», «предлагали сняться с соревнований по травме», «угрожали самоубийством»: «Тебя опять круговорот дьявола берёт, так люди суицидом заканчивают».

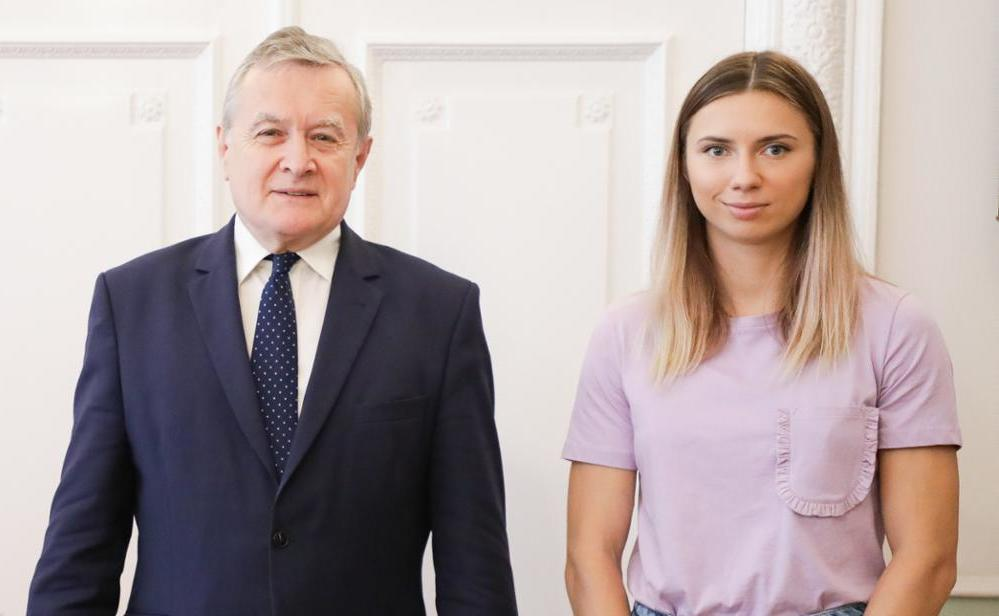
Кристина Тимановская с вице-премьером Польши Петром Глинским. Варшава, 9 августа 2021

По словам Тимановской, её исключили из команды из-за того, что она публично высказалась в Instagram о «небрежности наших тренеров». 2 августа спортсменке предстоял забег на 200 м, а затем — участие в эстафете 4×400 м. Спортсменка заявила, что боится возвращаться на родину, потому что считает, что там её могут посадить в тюрьму. Глава МИД Чехии Якуб Кулганек после консультаций с премьер-министром Андреем Бабишем и министром внутренних дел Яном Гамачеком заявил, что Чехия готова оказать визовую поддержку и международную защиту Кристине Тимановской. 1 августа заместитель главы МИД Польши Марцин Пшидач сообщил, что Тимановской предложили гуманитарную визу и возможность продолжить свою спортивную карьеру в Польше. Белорусский фонд спортивной солидарности обратился в МОК с требованием о пожизненной дисквалификации Дмитрия Довгалёнка, Юрия Моисевича, Артура Шумака и Василия Юрчика, которые были замешаны в истории с белорусской легкоатлеткой Кристиной Тимановской. Фонд также просит лишить их аккредитации на Олимпийских играх.
2 августа Спортивный арбитражный суд (CAS) отклонил запрос Тимановской на отмену решения НОК Белоруссии о её отстранении от участия в Олимпийских играх. В этот-же день спортсменка попросила политического убежища в Польше. После получения гуманитарной визы вылетела из Токио в столицу Австрии Вену, а оттуда — в Варшаву.
Вице-премьер, министр культуры, национального наследия и спорта Польши Пётр Глиньский сообщил, что легкоатлетка будет иметь возможность тренироваться в одном из спортивных центров страны. 3 августа МОК инициировал собственное расследование инцидента с легкоатлеткой Тимановской. Юрий Моисевич и Артур Шумак были лишены аккредитации на Олимпиаде в Токио и высланы из Олимпийской деревни из-за ситуации с легкоатлеткой Кристиной Тимановской. В Твиттере МОК говорится, что такое решение было принято «в интересах благополучия спортсменов Национального олимпийского комитета Беларуси». Глава правления польской нефтеперерабатывающей компании PKN Orlen Даниэль Орбайтек предложил Тимановской спонсорскую поддержку.